# Papilio nireus
Papilio nireus is een vlinder uit de familie van de pages (Papilionidae). De wetenschappelijke naam van de soort is gepubliceerd in 1758 door Carl Linnaeus in de tiende editie van Systema naturae.

## Verspreiding en leefgebied
De vlinder vliegt in de tropische en subtropische gebieden van Afrika in zowel droge streken als in regenwouden.

## Waardplanten
De waardplanten behoren tot de wijnruitfamilie (Rutaceae).